# Edwin Barclay
Edwin James Barclay (5 de enero de 1882 - 6 de noviembre de 1955) fue un político liberiano hijo de padres barbadenses, que ejerció como decimoctavo Presidente de la República de Liberia entre 1930 y 1944. Asumió luego del juicio político de Charles D. B. King y fue elegido definitivamente en 1931. Barclay fue miembro del Partido Whig Auténtico (TWP), que gobernó Liberia durante poco más de un siglo, manteniendo el régimen de la minoría américo-liberiana (a pesar de no pertenecer técnicamente a ella). Durante su mandato, Liberia apoyó a los Estados Unidos en la Segunda Guerra Mundial. Antes de ser presidente, fue embajador de Liberia en los Estados Unidos, y Secretario de Estado durante toda la presidencia de King (1920-1930).
Barclay fue seleccionado para completar el período de King como presidente. Una de sus primeras decisiones oficiales fue derogar la famosa Ley de Puerto de Entrada de 1864 que había restringido las actividades económicas de los extranjeros en el país. Posteriormente, a principios de la década de 1930, se firmaron acuerdos de concesión entre el Gobierno de Liberia y inversores holandeses, daneses, alemanes y polacos. A Barclay se le atribuye haber ayudado al país a sobrevivir algunas de las mayores amenazas de Liberia a su soberanía en la historia de ese país. Estos incluían amenazas de la Liga de las Naciones liderada por Alemania, el Reino Unido y los Estados Unidos para recolonizar el país a menos que se realizaran reformas, acciones agresivas por parte de Francia y un intento de golpe de la empresa Firestone Tire and Rubber que poseía gran parte de la tierra de Liberia. En mayo de 1943, Edwin Barclay visitó los Estados Unidos. Fue el primer hombre negro en ser presentado oficialmente desde la tribuna del Congreso de los Estados Unidos como invitado de honor. Ese mismo año, no se presentó a la reelección y fue sucedido por William Tubman, retirándose Barclay de la política.
En 1955, abandonó el TWP para unirse al opositor Partido Whig Auténtico Independiente (ITWP), por el que se presentó como candidato presidencial en las elecciones generales de 1955, siendo derrotado por William Tubman. Falleció pocos meses después de su derrota, en noviembre de ese mismo año.